# 마그다 슈나이더
마그다 슈나이더(독일어: Magda Schneider, 1909년 5월 17일 ~ 1996년 7월 30일)는 독일의 배우, 가수이다. 배우 로미 슈나이더의 어머니이다.

## 출연 작품
- 시씨 - 3부 (1957)
- 시씨 - 2부 (1956)
- 시씨 - 1부 (1955)
- 리벨라이 (1933)